# 石库门的笑声
石库门的笑声是毛猛達和沈荣海主演的獨角戲，該戲以上海石库门为背景，講述上海人的衣食住行。由上海艺动天下文化传播有限公司出品，2018年9月首演。截至2021年6月，石库门的笑声已經演出100場，觀眾達7.5万人次。